# Leányfalu
Leányfalu is een plaats (nagyközség) en gemeente in het Hongaarse comitaat Pest. Leányfalu telt 3159 inwoners (2007).